# Mónaco no Festival Eurovisão da Canção
O Mónaco participou no Festival Eurovisão da Canção, pela 1ª vez em 1959. Ganhou um vez, em 1971. O Mónaco é o único país da Eurovisão que ganhou e que nunca sediou o Festival.

## Galeria

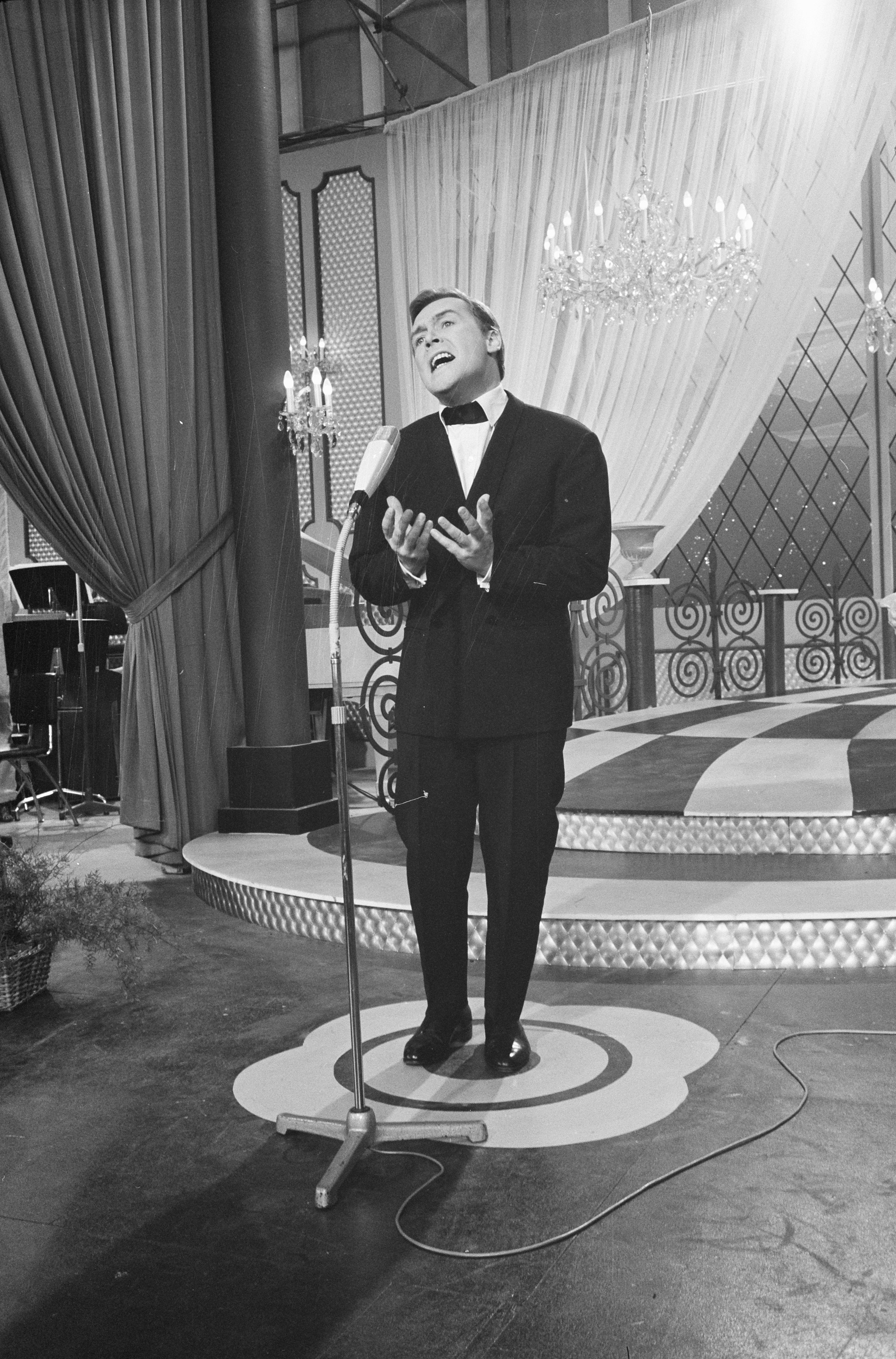
François Deguelt no Luxemburgo (1962)
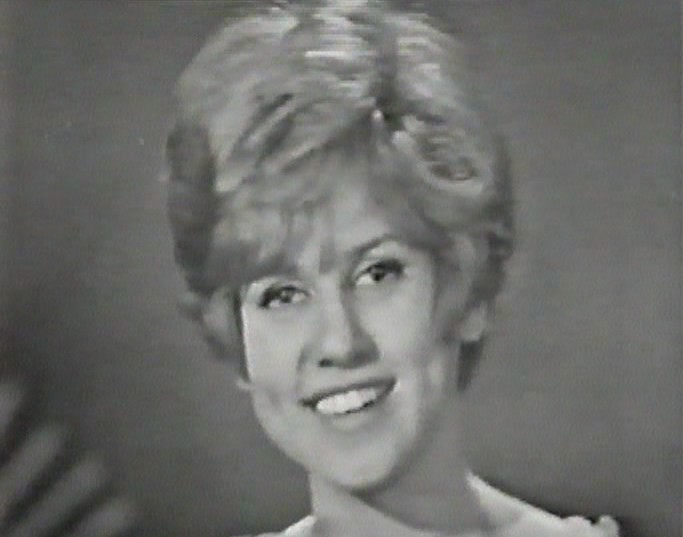
Marjorie Noël em Nápoles (1965)
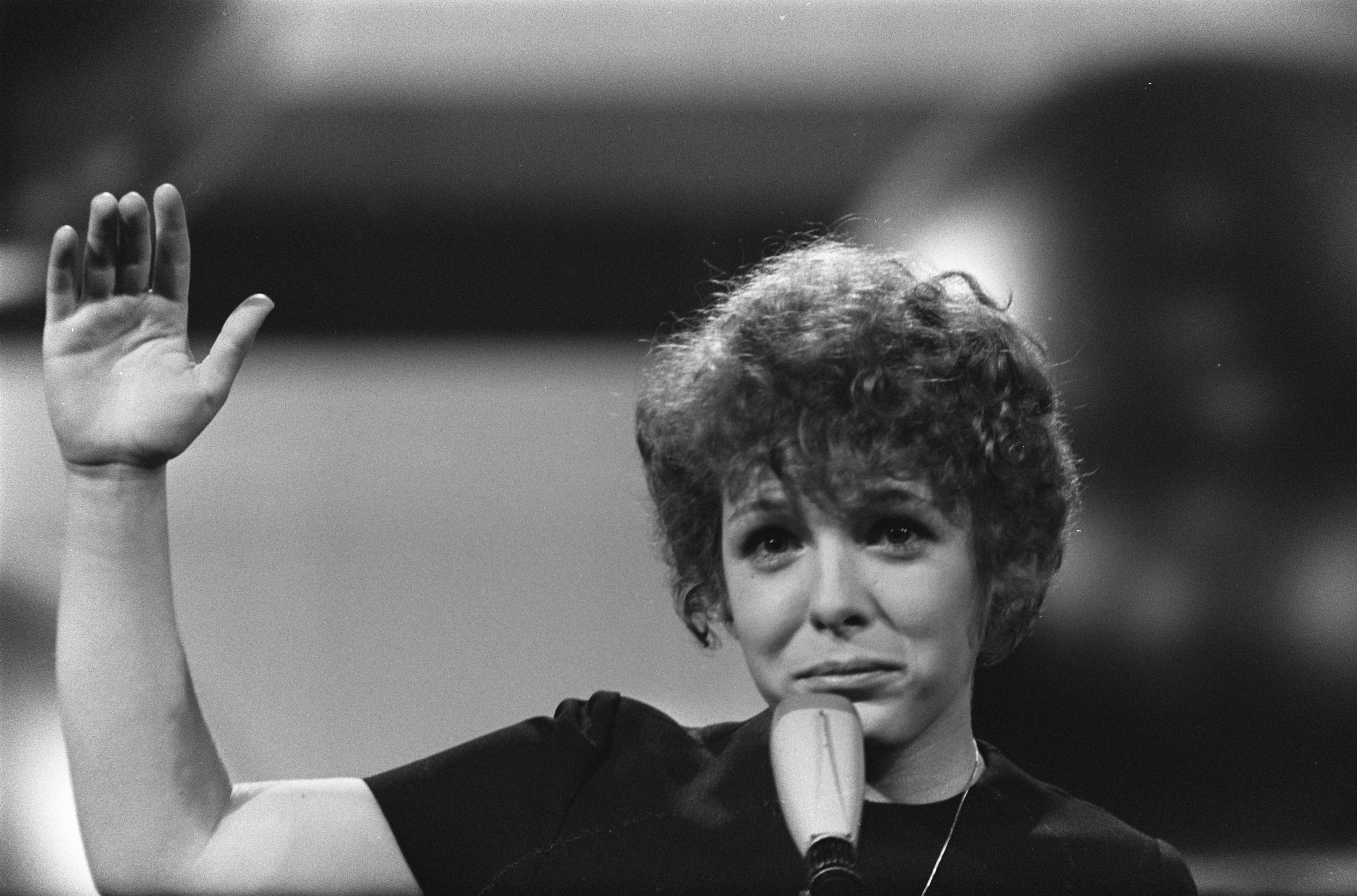
Dominique Dussault em Amesterdão (1970)
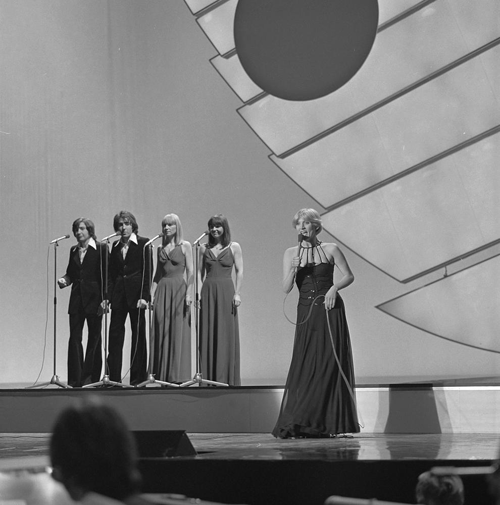
Mary Christy em Haia (1976)

## Participações
Legenda
     Vencedor
     2.º lugar
     3.º lugar
     Pontuação Nula ("Null Points")/Último Lugar
     Melhor classificação (fora do top 3)
     Qualificação para a final (fora do top 3)
     País-anfitrião
     Desclassificado
| #                                | Ano             | Artista                          | Canção                                                                    | Língua             | Final             | Pontos            | Semi            | Pontos          |
| -------------------------------- | --------------- | -------------------------------- | ------------------------------------------------------------------------- | ------------------ | ----------------- | ----------------- | --------------- | --------------- |
| 1º                               | Cannes 1959     | Jacques Pills                    | "Mon ami Pierrot" O meu amigo Pierrot                                     | Francês            | 11º               | 1                 | Sem Semi-Finais | Sem Semi-Finais |
| 2º                               | Londres 1960    | François Deguelt                 | "Ce soir-là" Aquela noite                                                 | Francês            | 3º                | 15                | Sem Semi-Finais | Sem Semi-Finais |
| 3º                               | Cannes 1961     | Colette Deréal                   | "Allons, allons les enfants" Vamos, vamos crianças                        | Francês            | 10º               | 6                 | Sem Semi-Finais | Sem Semi-Finais |
| 4º                               | Luxemburgo 1962 | François Deguelt                 | "Dis rien" Não digas nada                                                 | Francês            | 2º                | 13                | Sem Semi-Finais | Sem Semi-Finais |
| 5º                               | Londres 1963    | Françoise Hardy                  | "L'amour s'en va" O amor vai-se                                           | Francês            | 5º                | 25                | Sem Semi-Finais | Sem Semi-Finais |
| 6º                               | Copenhaga 1964  | Romuald                          | "Où sont-elles passées" Onde é que elas têm estado?                       | Francês            | 3º                | 15                | Sem Semi-Finais | Sem Semi-Finais |
| 7º                               | Nápoles 1965    | Marjorie Noël                    | "Va dire à l'amour" Vai chamar o Amor                                     | Francês            | 9º                | 7                 | Sem Semi-Finais | Sem Semi-Finais |
| 8º                               | Luxemburgo 1966 | Téréza                           | "Bien plus fort" Bem mais forte                                           | Francês            | 17º               | 0                 | Sem Semi-Finais | Sem Semi-Finais |
| 9º                               | Viena 1967      | Minouche Barelli                 | "Boum-Badaboum"                                                           | Francês            | 5º                | 10                | Sem Semi-Finais | Sem Semi-Finais |
| 10º                              | Londres 1968    | Line & Willy                     | "À chacun sa chanson" A cada uma um a sua canção                          | Francês            | 7º                | 8                 | Sem Semi-Finais | Sem Semi-Finais |
| 11º                              | Madrid 1969     | Jean Jacques Bortolai            | "Maman, Maman" Mamã, mãmã                                                 | Francês            | 6º                | 11                | Sem Semi-Finais | Sem Semi-Finais |
| 12º                              | Amesterdão 1970 | Dominique Dussault               | "Marlène"                                                                 | Francês            | 8º                | 5                 | Sem Semi-Finais | Sem Semi-Finais |
| 13º                              | Dublin 1971     | Séverine                         | "Un banc, un arbre, une rue" Um banco, uma árvore, uma rua                | Francês            | 1º                | 128               | Sem Semi-Finais | Sem Semi-Finais |
| 14º                              | Edimburgo 1972  | Peter McLane & Anne-Marie Godart | "Comme on s'aime" Como nós nos amamos                                     | Francês            | 16º               | 65                | Sem Semi-Finais | Sem Semi-Finais |
| 15º                              | Luxemburgo 1973 | Marie                            | "Un train qui part" Um comboio que parte                                  | Francês            | 8º                | 85                | Sem Semi-Finais | Sem Semi-Finais |
| 16º                              | Brighton 1974   | Romuald                          | "Celui qui reste et celui qui s'en va" Aquele que fica e aquele que parte | Francês            | 4º                | 14                | Sem Semi-Finais | Sem Semi-Finais |
| 17º                              | Estocolmo 1975  | Sophie                           | "Une chanson c'est une lettre" Uma canção é uma carta                     | Francês            | 13º               | 22                | Sem Semi-Finais | Sem Semi-Finais |
| 18º                              | Haia 1976       | Mary Christy                     | "Toi, la Musique et moi" Tu, a Música e Eu                                | Francês            | 3º                | 93                | Sem Semi-Finais | Sem Semi-Finais |
| 19º                              | Londres 1977    | Michèle Torr                     | "Une petite française" A francesinha                                      | Francês            | 4º                | 96                | Sem Semi-Finais | Sem Semi-Finais |
| 20º                              | Paris 1978      | Caline & Olivier Toussaint       | "Les jardins de Monaco" Os jardins de Mónaco                              | Francês            | 4º                | 107               | Sem Semi-Finais | Sem Semi-Finais |
| 21º                              | Jerusalém 1979  | Laurent Vaguener                 | "Notre vie c'est la musique" A nossa vida é a música                      | Francês            | 16º               | 12                | Sem Semi-Finais | Sem Semi-Finais |
| Não participou entre 1980 e 2003 |                 |                                  |                                                                           |                    |                   |                   | Sem Semi-Finais | Sem Semi-Finais |
| 22º                              | Istambul 2004   | Märyon                           | "Notre Planète" O nosso planeta                                           | Francês            | Não se qualificou | Não se qualificou | 19º             | 10              |
| 23º                              | Kiev 2005       | Lise Darly                       | "Tout de moi" Tudo de mim                                                 | Francês            | Não se qualificou | Não se qualificou | 24º             | 22              |
| 24º                              | Atenas 2006     | Séverine Ferrer                  | "La Coco-Dance" A dança do Coco                                           | Francês & Taitiano | Não se qualificou | Não se qualificou | 21º             | 14              |
| Não participa desde 2007         |                 |                                  |                                                                           |                    |                   |                   |                 |                 |

## Comentadores e porta-vozes
| Ano(s)    | Comentador televisivo             | Porta-voz       |
| --------- | --------------------------------- | --------------- |
| 1959      | Claude Darget                     | TBC             |
| 1960      | Pierre Tchernia                   | TBC             |
| 1961      | Robert Beauvais                   | TBC             |
| 1962      | Pierre Tchernia                   | TBC             |
| 1963      | Pierre Tchernia                   | TBC             |
| 1964      | Robert Beauvais                   | TBC             |
| 1965      | Pierre Tchernia                   | TBC             |
| 1966      | François Deguelt                  | TBC             |
| 1967      | Pierre Tchernia                   | TBC             |
| 1968      | Pierre Tchernia                   | TBC             |
| 1969      | Pierre Tchernia                   | TBC             |
| 1970      | Pierre Tchernia                   | TBC             |
| 1971      | Georges de Caunes                 | —               |
| 1972      | Pierre Tchernia                   | —               |
| 1973      | Pierre Tchernia                   | —               |
| 1974      | Pierre Tchernia                   | Sophie Hecquet  |
| 1975      | Georges de Caunes                 | Carole Chabrier |
| 1976      | Jean-Claude Massoulier            | Carole Chabrier |
| 1977      | Georges de Caunes                 | Carole Chabrier |
| 1978      | Léon Zitrone e Denise Fabre       | Carole Chabrier |
| 1979      | Marc Menant                       | Carole Chabrier |
| 1980–2003 | Sem transmissão                   | Não participou  |
| 2004      | Bernard Montiel e Génie Godula    | Anne Allegrini  |
| 2005      | Bernard Montiel e Génie Godula    | Anne Allegrini  |
| 2006      | Bernard Montiel e Églantine Eméyé | Églantine Eméyé |
| 2007      | Desconhecido (final)              | Não participa   |
| 2008–2021 | Sem transmissão                   | Não participa   |

## Maestros
| Ano(s)    | Maestro             |
| --------- | ------------------- |
| 1959      | Franck Pourcel      |
| 1960      | Raymond Lefèvre     |
| 1961      | Raymond Lefèvre     |
| 1962      | Raymond Lefèvre     |
| 1963      | Raymond Lefèvre     |
| 1964      | Michel Colombier    |
| 1965      | Raymond Bernard     |
| 1966      | Alain Goraguer      |
| 1967      | Aimé Barelli        |
| 1968      | Michel Colombier    |
| 1969      | Hervé Roy           |
| 1970      | Jimmy Walter        |
| 1971      | Jean-Claude Petit   |
| 1972      | Raymond Bernard     |
| 1973      | Jean-Claude Vannier |
| 1974      | Raymond Donnez      |
| 1975      | André Popp          |
| 1976      | Raymond Donnez      |
| 1977      | Yvon Rioland        |
| 1978      | Yvon Rioland        |
| 1979      | Gérard Salesses     |
| 1980-1998 | Não participou      |

## Historial dos votos
| Mónaco deu mais pontos a: | Mónaco deu mais pontos a: | Mónaco deu mais pontos a: |
| Rank                      | País                      | Pontos                    |
| ------------------------- | ------------------------- | ------------------------- |
| 1                         | França                    | 99                        |
| 2                         | Reino Unido               | 74                        |
| 3                         | Alemanha                  | 59                        |
| 4                         | Itália                    | 55                        |
| 5                         | Espanha                   | 54                        |
| 5                         | Suíça                     | 54                        |

| Mónaco recebeu mais pontos de: | Mónaco recebeu mais pontos de: | Mónaco recebeu mais pontos de: |
| Rank                           | País                           | Pontos                         |
| ------------------------------ | ------------------------------ | ------------------------------ |
| 1                              | França                         | 60                             |
| 2                              | Itália                         | 56                             |
| 2                              | Alemanha                       | 56                             |
| 4                              | Reino Unido                    | 55                             |
| 5                              | Suécia                         | 47                             |